# Степурко, Виктор Иванович
Виктор Иванович Степу́рко (р. 1951) — советский и украинский композитор. Заслуженный деятель искусств Украины (2008).

## Биография
Родился 22 декабря 1951 года в селе Николаевка (ныне Близнюковский район, Харьковская область, Украина). В 1959 году вместе с семьей переехал в пгт Шабельковка Краматорского горсовета Донецкой области.
Виктор увлекался музыкой с раннего детства. Пел в школьном хоре. Окончил вечернюю музыкальную школу, пел в хоровой капелле Новокраматорского машиностроительного завода.
По окончании средней школы в 1969 году поступил на дирижёрско-хоровой отдел музыкального училища в Донецке.
В 1981 году окончил дирижёрско-хоровой (по классу Льва Венедиктова) и композиторский (по классу М. М. Скорика) факультеты КГК имени П. И. Чайковского.
С 1981 года работал преподавателем музыкально-теоретических дисциплин Хмельницкого музыкального училища.
В 1982 году семья Степурко переехала в село Копылов (Макаровский район (Киевская область)), где Виктор Иванович стал преподавателем филиала Макаровской детской музыкальной школы. С 1983 года постоянно там проживает, преподает в Макаровской детской музыкальной школе.
С 1997 года — на творческой работе. Член НСКУ (1983).
С 2004 года — старший преподаватель, затем — доцент Национальной академии руководящих кадров культуры и искусств (Киев).
Со дня основания и до сих пор В. И. Степурко является руководителем хорового ансамбля «Праздников-круг» Макаровского районного Дома культуры, почётный гражданин Макаровского района.
Член Оргкомитета Международного фестиваля «Музыкальные премьеры сезона».
Член Наблюдательного совета хоровой капеллы «Думка» при Министерстве культуры Украины.
Член жюри премии имени Н. В. Лысенко, член правления Киевской городской организации Национального союза композиторов Украины.

## Творчество
Творческое наследие композитора объемный и насыщенный — от песенных жанров и музыки для детей (опера «Музыкальная лавочка») до симфонических и оперных партитур (концерт для флейты и симфонического оркестра, симфоническая картина «Острова детства»). Создал семь симфонических произведений.
Большую известность получили хоровые произведения композитора.

## Премии и награды
- Национальная премия Украины имени Тараса Шевченко (2012) — за псалмодию «Монологи веков» для смешанного хора и солирующих инструментов[1]
- Премия имени Л. Н. Ревуцкого (1989)
- Премия имени Ивана Огиенко (1998)
- Лауреат Всеукраинского конкурса «Духовные псалмы» (2000)
- Орден святого равноапостольного князя Владимира (УПЦ МП) III степени (2000)
- Премия имени Б. Н. Лятошинского (2002)
- Премия имени Лео Витошинского (2004)
- Премия имени Н. В. Лысенко (2005)
- Премия «Киев» имени Артемия Веделя (2008)
- Заслуженный деятель искусств Украины (2008)[2]